# フィリップ・シドニー
サー・フィリップ・シドニー（Sir Philip Sidney, 1554年11月30日 - 1586年10月17日）は、エリザベス朝のイングランドの詩人、廷臣、軍人。『アストロフェルとステラ』、『詩の弁護』、『アーケイディア』の著者として知られている。

## 生涯と家族
フィリップ・シドニーはケントのペンスハーストに、サー・ヘンリー・シドニーとレディ・メアリー・ダドリーの長男として生まれた。母親は初代ノーサンバーランド公ジョン・ダドリーの娘で、初代レスター伯ロバート・ダドリーの姉だった。
フィリップの妹のメアリーは第2代ペンブルック伯ヘンリー・ハーバートと結婚し、兄フィリップその他の詩人達のパトロンとして重要な人物でもあった。フィリップの散文ロマンス作品『オールド・アーケイディア』は妹メアリーに献呈されたものである。また、弟は初代レスター伯ロバート・シドニーで、その孫である政治哲学者でライハウス陰謀事件の首謀者アルジャーノン・シドニーと名誉革命の招聘者の1人であるロムニー伯爵ヘンリー・シドニー兄弟はフィリップの大甥に当たる。
フィリップ・シドニーはシュルーズベリー・スクール、オックスフォード大学クライスト・チャーチで教育を受けた。よく旅し、よく学んだ。エリザベス1世とアランソン公（アンジュー公フランソワ）との結婚に関しては、プロテスタントの立場から反対の意見書を女王宛に建白し、女王の不興を買った。1572年、大学を出た後の数年間、ヨーロッパ本土にとどまり、ドイツ、イタリア、ポーランド、オーストリアを歴訪した。その間、多くの著名なヨーロッパの知識人および政治家と知り合った。
1575年にイングランドに帰国したシドニーは後のデヴォンシャー伯爵チャールズ・ブラント夫人ペネロープ・ブラントであるペネロピ・デヴァルー（デヴルー）と再会した。ペネロピの父の初代エセックス伯ウォルター・デヴァルーは娘をシドニーに嫁がせるつもりだったと言われるが、エセックス伯は1576年に亡くなった。
より深刻だったのは、第17代オックスフォード伯エドワード・ド・ヴィアーとテニスコートの先着順を巡り、諍いを起こしたことで、その大元の原因は、おそらくオックスフォード伯が擁護したフランスとの縁組みにシドニーが反対したからだと思われる。その余波でシドニーはオックスフォード伯に決闘を挑んだが、エリザベス1世は身分を弁えるように諭してそれを禁止した。シドニーはエリザベス1世に、プロテスタント主義の立場からカトリック国フランスとの縁組みの愚かさを綴った長文の手紙を送った。そのため女王の不興を買い、宮廷出入りさし止めとなったシドニーは、妹メアリの嫁ぎ先ペンブルック伯のウィルトン屋敷に寄寓して、文筆活動に勤しみ、詩や散文・牧歌劇等を書いた。また、蟄居中にも拘らず、政治的活動も怠らず、シドニーは非常に長い文書の中で父親のアイルランド運営を擁護した。
ウィルトン屋敷におけるシドニーの芸術への転向は、詩人としてのシドニーの名を後世に残すことになった。宮廷から引退している間に、シドニーは処女作「五月祭の佳人」、散文ロマンス『オールド・アーケイディア』、英語で書かれた最初の詩論『詩の弁護』、ソネット詩集『アストロフェルとステラ』を執筆した。その少し前、シドニーはエドマンド・スペンサーと知り合って、スペンサーは処女作『羊飼いの暦』（en:The Shepheardes Calender）をシドニーに献呈した。他にも、シドニーは英語詩を古典風にすることを目指す詩人たちの集団「アレオパゴス」（en:Areopagus (poetry)。作り話の可能性もある）の一員となった。妹メアリーとは、シドニーがはじめた詩篇の韻文への翻訳を、シドニーの死後、メアリーが完成させるほど親密なものだった。

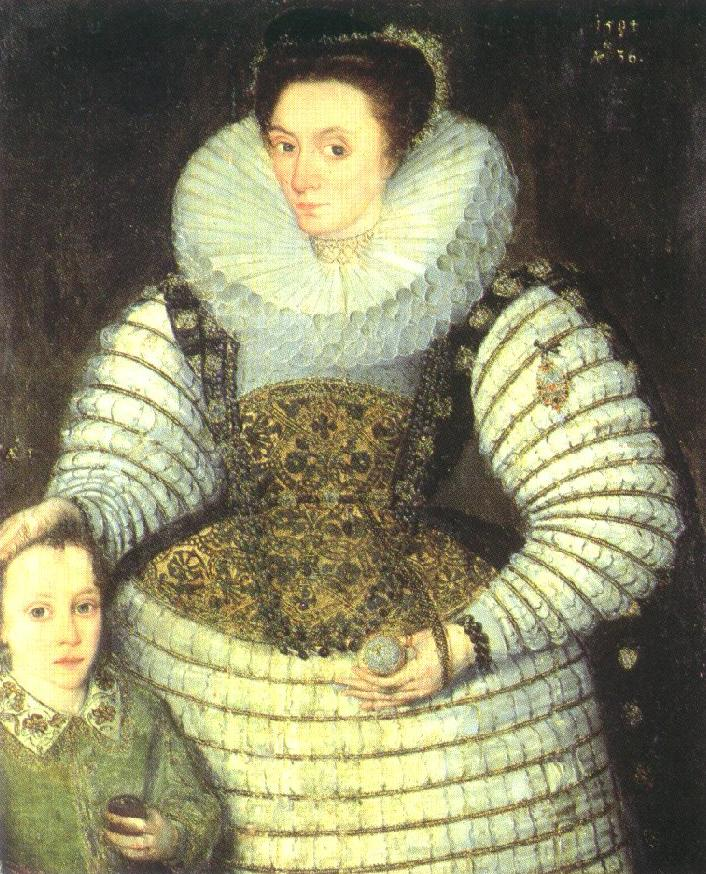
シドニーの妻フランセス。子供はシドニーの死後再婚した第2代エセックス伯ロバート・デヴァルーとの子で第3代エセックス伯ロバート・デヴァルー。ロバート・ピーク・エルダー画（1594年）

シドニーは1581年の中頃には宮廷に戻っていた。同年、ペネロピ・デヴァルーは初代ウォリック伯ロバート・リッチと結婚した。過去にウィリアム・セシルの娘アンとの結婚が進められたことがあったが、1571年に破談となり、最終的にアンは、シドニーの論敵オックスフォード伯と結婚した。
1583年、シドニーはフランシス・ウォルシンガムの10代の娘フランセスと結婚、同年にナイト爵を授けられた。翌1584年、シドニーは異端とされた宗教家ジョルダーノ・ブルーノと知り合った。ブルーノは後に2冊の本をシドニーに献呈した。翌1585年に娘エリザベスが誕生。
シドニーは激しく好戦的なプロテスタントだった。家がそうだったのと、個人的な体験（1572年のサン・バルテルミの虐殺の時、シドニーはパリのウォルシンガムの家にいた）両方の理由からである。1570年代に、シドニーはJohann Casimir（en:Johann Casimir of Simmern）に、カトリックとスペインに対してプロテスタントの力を結集する提案を考えるてくれるよう説得した。1580年代のはじめには、失敗に終わったが、スペイン本国への攻撃を訴えた。1585年、オランダのフリシンゲン（en:Vlissingen, Netherlands）提督に就任した時、シドニーのプロテスタント闘争の熱意はいっきに解き放たれた。オランダでシドニーは総大将で伯父のレスター伯に決断を迫った。そして1586年7月、シドニーはAxel（en:Axel (Netherlands)）近郊のスペイン軍の急襲を指揮し、成功した。
続いて同年のジュトフェンの戦い（en:Battle of Zutphen）ではサー・ジョン・ノリス（en:John Norreys）の軍に加わった。包囲期間中、鎧を付けていない敵の大将に対抗して、鎧を脱いでいたシドニーは腿を撃たれ、破傷風のため26日後に亡くなった。伝えられるところでは、戦場で負傷して倒れている間、やはり負傷した兵に「私以上に君に必要なものだろう」と言って、水筒を譲ったという。この話はシドニーの高貴なキャラクターを表す時の最も有名な逸話となっている。
シドニーの遺体はロンドンに戻され、1587年2月16日、セント・ポール大聖堂に国葬扱いで埋葬された。既に生前からそうであったが、さらに死後、シドニーは多くのイングランドの人々にとって、廷臣の鑑となった。博識、賢明、だが同時に寛大、勇敢、直情的。当時の政治家の中でも文人としてシドニーほど重要な人物はおらず、エドマンド・スペンサーはイギリス・ルネサンス最高のエレジーの1つ『アストロフェル』の中で、シドニーのことをイングランド男子の花と讃えた。
シドニーに関する伝記が詩人で学友の初代フレク・グルヴィル（en:Fulke Greville, 1st Baron Brooke）によって著された。その中では、シドニーの高貴さ・高潔さが讃えられている。

## 作品

### アストロフェルとステラ
原題Astrophel and Stella。英語で書かれた有名なソネット連作の最初期のもの。おそらく1580年代初頭に、妹メアリのウィルトン屋敷に寄寓中に作られたと思われる。ソネットは、シドニーの没後1591年に初版（明らかに著作権を侵害されている）が出るまで、写本として回覧されていた。1598年に正当な版が出された。この作品はイギリス・ルネサンス詩の転換点だった。詩集の中でシドニーは手本としたイタリアの詩人ペトラルカの特徴を変換して使った。詩から詩への感情の変化、曖昧な部分もあるが繋がった物語という付随的な感覚、詩作行為それ自体の熟考、など。押韻構成の実験も注目に値する。この作品が厳格な押韻を要求するイタリア風ソネットから、英語詩のソネットを解放する貢献をした。詳細は en:Astrophel and Stellaを参照。

### アーケイディア
原題The Countess of Pembroke's Arcadia。シドニーの最も野心的な作品で、シドニーのソネット集と同じくらい重要なもの。この作品はパストラルな要素とヘレニズム期のヘリオドロスから派生した雰囲気を結合させたロマンス（en:Romance (genre)）である。この作品の中ではきわめて理想化された羊飼いの生活がジョスト、政治的裏切り、誘拐、戦闘、強姦といったストーリーと（常に自然にではないが）隣り合っている。16世紀に出版されたこの物語はギリシア文学を手本にした。物語はおのおのの中に組み合わされ、異なる筋が絡み合っている。
出版されてから1世紀以上にわたって大変人気があった。ウィリアム・シェイクスピアは『リア王』のグロスター伯のサブプロットにこの作品を借用した。さらに、一部がジョン・デイ（en:John Day (dramatist)）やジェームズ・シャリー（en:James Shirley）によって戯曲化された。広く伝えられる話によれば、チャールズ1世は絞首台に上がった時にこの本から数行を引用したという。サミュエル・リチャードソンは最初の本（『パミラ』）のヒロインの名前をシドニーの「パミラ」から名付けた。
なお、『アーケイディア』には2つの異なるヴァージョンがある。最初のヴァージョン（The Old Arcadia）は妹のメアリー・ハーバートの家で書かれたもので、回りくどくない順次的な方法で叙述されていた。後になってシドニーはより野心的な計画にのっとって改訂をはじめた。改訂版（The New Arcadia）の最初の3巻のほとんどは書き上げたが、その死によって未完に終わった。1590年の最初の3巻の出版で関心が沸き、現存するヴァージョンは最初のヴァージョンの素材から肉付けされたものである（1593年出版）。詳細はen:Countess of Pembroke's Arcadiaを参照。

### 詩の弁護
原題Defense of PoetryまたはA Defence of Poesie、あるいはAn Apology for Poetry。1583年以前の作。一般に、元劇作家スティーヴン・ゴッソン（en:Stephen Gosson）が、少なくとも執筆の動機の1つだったと言われている。ゴッソンは1579年に『Schoole of Abuse, containing a pleasant invective against Poets, Pipers, Plaiers, Jesters and such like Caterpillars of the Commonwealth』を出し、メロドラマや低俗な喜劇熱がロンドンの社会生活に無秩序をもたらす基盤となったと、詩や演劇を攻撃した。シドニーはプラトンがやったように、詩を弁明した。
この詩論の中でシドニーは、多くの古典詩・イタリア語詩のフィクションの指針を集大成した。シドニーの弁明の主旨は、歴史の生々しさと哲学の倫理学的関心を結合させることによって、詩は歴史・哲学のどちらか以上に、読者に徳を目覚めさせるうえで効果的だというものだった。さらにこの本はエドマンド・スペンサーとエリザベス朝演劇についても重要なコメントを提供している。詳細はen:An Apology for Poetryを参照。

## ポップ・カルチャーの中のシドニー
- T・S・エリオットはその詩『A Cooking Egg』の中でシドニーを引き合いに出している。
- 『空飛ぶモンティ・パイソン』第36話で、イギリスの首都警察風紀犯罪取締班のハロルド・ガスケル警視は繰り返しサー・フィリップ・シドニーに間違えられる。

## 日本語訳
- アストロフェルとステラ - 訳：大塚定徳他（篠崎書林）
- アーケイディア - 訳：礒部初枝、川井万里子、根岸愛子、小塩トシ子、土岐知子（九州大学出版会）
- ニュー・アーケイディア ペンブルック伯爵夫人のアーケイディア - 訳：村里好俊（大阪教育図書）
- 詩の弁護 - 訳：富原芳彰（研究社出版）
- 『オールド・アーケイディア』詩集(完) - 村里好俊、文芸と思想 69、35-81、2005-03-01、福岡女子大学
- 『シドニーの詩集・詩論・牧歌劇』- 大塚定徳・村里好俊訳著（大阪教育図書）、2016年